# Seniorátní farář
Seniorátní farář v Českobratrské církvi evangelické je duchovní této církve v působnosti určitého seniorátu.
Podle Řádu pro kazatele, oddíl C, čl. 4.3 volí seniorátního faráře konvent na místo zřízené synodem. Seniorátní farář (stejně jako jáhen) pracuje pod vedením osob určených seniorátním výborem a jsou povinni dbát jejich pokynů - podle téhož řádu. V praxi mohou seniorátní faráři například kázat na neobsazených sborech. 

K září 2024 mají seniorátního faráře pražský, poděbradský, horácký, brněnský, východomoravský i moravskoslezský seniorát.